# Синжэнь
Синжэ́нь (кит. упр. 兴仁, пиньинь Xīngrén) — городской уезд Цяньсинань-Буи-Мяоского автономного округа провинции Гуйчжоу (КНР).

## История
Во времена империи Цин входили в состав уезда Пуань. В 1912 году из уезда Пуань был выделен новый уезд Синьчэн (新城县). После Синьхайской революции в Китае была проведена сверка названий административных единиц в масштабах страны, и так как топонимов «Синьчэн» («Новый город») оказалось очень много, то уезд Синьчэн был переименован в Синжэнь (兴仁县).
После вхождения этих мест в состав КНР в 1950 году был создан Специальный район Синжэнь (兴仁专区), и уезд вошёл в его состав. В декабре 1952 года власти специального района переехали из уезда Синжэнь в уезд Синъи, и Специальный район Синжэнь был переименован в Специальный район Синъи (兴义专区). 18 июля 1956 года Специальный район Синъи был расформирован, и уезд перешёл в состав Специального района Аньшунь (安顺专区). В 1958 году к уезду Синжэнь был присоединён уезд Чжэньфэн, но уже в 1961 году он был восстановлен.
В июле 1965 года Специальный район Синъи был воссоздан, и уезд вернулся в его состав. В 1970 году Специальный район Синъи был переименован в Округ Синъи (兴义地区).
Постановлением Госсовета КНР от 21 сентября 1981 года Округ Синъи был преобразован в Цяньсинань-Буи-Мяоский автономный округ.
Постановлением Госсовета КНР от 3 августа 2018 года уезд Синжэнь был преобразован в городской уезд.

## Административное деление
Городской уезд делится на 4 уличных комитета, 11 посёлков и 1 национальную волость.